# Czaritza
Die Czaritza (russisch Царица, Zariza) war ein 1915 in Dienst gestellter Transatlantik-Passagierdampfer der russischen Reederei Russian American Line, der für den Passagierverkehr von Russland nach New York gebaut wurde. Nach der Oktoberrevolution kam die Czaritza 1917 in britische Hände und wechselte in den folgenden Jahren mehrfach den Namen und den Betreiber. Ab 1930 war sie unter dem Namen Kościuszko in Polen registriert. 1950 wurde das Schiff in Blyth verschrottet.

## Frühe Jahre
Das 6852 Bruttoregistertonnen (BRT) große Dampfschiff Czaritza wurde auf der Werft Barclay, Curle and Company in Glasgow gebaut und lief am 14. Februar 1915 vom Stapel. Das 138,8 Meter lange und 16,2 Meter breite Schiff wurde von zwei Vierfachexpansions-Dampfmaschinen angetrieben, die eine Leistung von 11.200 PS erbrachten und eine Reisegeschwindigkeit von 14 Knoten ermöglichten. Es konnten insgesamt 712 Passagiere befördert werden. Hinzu kamen 290 Besatzungsmitglieder.
Die Czaritza wurde von der russischen Schifffahrtsgesellschaft Russian American Line bereedert, einem 1900 gegründeten Ableger des dänischen Handelsunternehmens Det Østasiatiske Kompagni (East Asiatic Company). Sie wurde für den Passagier- und Frachtservice von Libau über Kopenhagen nach New York gebaut und diente als Ergänzung des Passagierdampfers Czar, der diese Strecke bereits seit drei Jahren bediente. Nach ihrer Fertigstellung am 3. Mai 1915 lief die Czaritza zu ihrer Jungfernfahrt nach New York aus.
Während des Russischen Bürgerkriegs 1917/18 wurde die Czaritza außer Landes gebracht und von der Cunard Line erworben, die sie als HMT Czaritza der Cruiser and Transport Force der United States Navy zur Verfügung stellte. Für den Rest des Ersten Weltkriegs diente der Dampfer als Truppentransporter zwischen Europa und den USA und zwischen Großbritannien und Malta. Im Januar 1921 wurde sie der Baltic America Line überstellt, die wie die Russian American Line eine Unterabteilung der East Asiatic Company war. Die Baltic American Line nannte sie in Lituania um und nutzte sie auf der Route Halifax–New York–Kopenhagen–Danzig–Libau.

## Unter polnischer Flagge

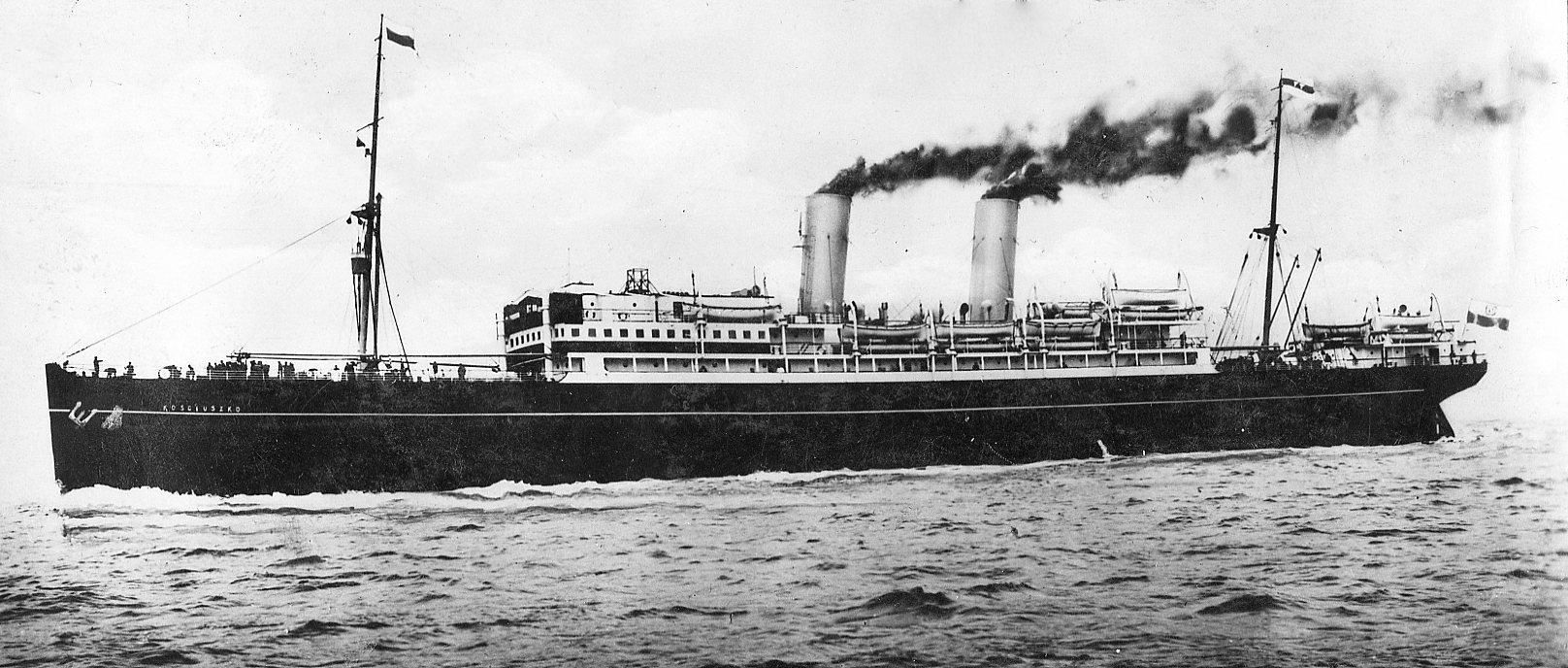
Als Kosciuszko in den 1930er Jahren

1930 wurde das Schiff von der neu gegründeten polnischen Reederei Gdynia America Line mit Sitz in Gdynia gekauft. Am 8. Juni 1930 traf sie in Gdynia ein und am 20. Juni wurde an Bord die polnische Flagge gehisst. Die Gdynia America Line nannte den Dampfer zu Ehren des polnischen Nationalhelden Tadeusz Kościuszko in Kościuszko um und nutzte ihn für ihren Liniendienst von Gdynia über Kopenhagen nach New York. Es wurden aber auch kürzere Kreuzfahrten durchgeführt. Zunächst hatte das Schiff eine gemischte dänisch-polnische Mannschaft, ab 1931 bestand die Mannschaft ausschließlich aus Polen. 1935 wurde die Kościuszko auf die Route von Gdynia nach Constanța und Haifa versetzt und ab Oktober 1936 wurde sie im Südamerika-Service eingesetzt. Nachdem 1935 bzw. 1936 die beiden modernen Motorschiffe Piłsudski und Batory in Dienst gestellt worden waren, wurde die Kościuszko als obsolet angesehen und 1939 außer Dienst gestellt.
Nach Beginn des Zweiten Weltkriegs wurde das betagte Schiff aber durch die polnische Kriegsmarine reaktiviert und nach Dartmouth gebracht, wo es in ein Okręt Rzeczypospolitej Polskiej (Kriegsschiff der Republik Polen) umgebaut wurde. Unter der Bezeichnung ORP Gdynia wurde es am 10. November 1939 als Truppentransporter in Dienst gestellt. Nachdem man die ORP Gdynia aber als untauglich für den Einsatz auf hoher See erachtet hatte, wurde sie als Basisschiff in britischen Gewässern verwendet. An Bord wurden eine Kantine, ein Lazarett und eine Offiziersschule eingerichtet. Während ihrer Liegezeit wurde sie unter anderem von König George V. und Winston Churchill besucht. Bei einem deutschen Luftangriff auf den Küstenort Denver an der Küste von Norfolk am 25. November 1939 wurde das Schiff von zwei Bomben getroffen. Die Besatzung konnte aber verhindern, das Feuer ausbrach.
Am 30. Juni 1941 wurde die ORP Gdynia aus dem Dienst der Marine entlassen und kam wieder unter dem Namen Kościuszko unter die Leitung der Gdynia America Line. An Lamport & Holt verchartert, verbrachte die Kościuszko den Rest des Kriegs als Truppentransporter für die Alliierten im Indischen Ozean und im Mittelmeer. Im Indischen Ozean wurde sie mehrfach von japanischen Flugzeugen angegriffen und 1943 wurde sie von einem Torpedo getroffen, der aber nicht explodierte. Im Juli 1943 nahm sie an der alliierten Invasion Siziliens teil. Im April 1946 kaufte Lamport & Holt das Schiff, benannte es in Empire Helford um und verwendete es für die Rückführung von Displaced Persons. 1949 außer Dienst gestellt, traf die ehemalige Czaritza am 2. Mai 1950 in Blyth zum Abwracken ein.